# Frederick Fleet
Frederick Fleet (15 de octubre de 1887 – 10 de enero de 1965) fue un marino y militar británico que trabajó como vigía en el trasatlántico RMS Titanic. Sobrevivió a la tragedia después de divisar el iceberg fatal que acabaría por hundir dicho buque.

## Biografía
Frederick Fleet nació en Liverpool, en 1887, nunca conoció a su padre y su madre lo abandonó en un orfanato cuando ella escapó con su novio hacia Springfield (Massachusetts), en los Estados Unidos. Fleet creció entre numerosas familias de acogida hasta cumplir 12 años, cuando su tutor lo colocó en la cubierta de un remolcador. En 1903 ingresó a la marina mercante, sirviendo como marinero, y alcanzando el puesto de vigía en el Oceanic de la White Star Line. A principios de 1912 fue transferido al RMS Titanic desempeñando la misma labor, junto a otros cinco vigías.

### Servicio en elTitanic

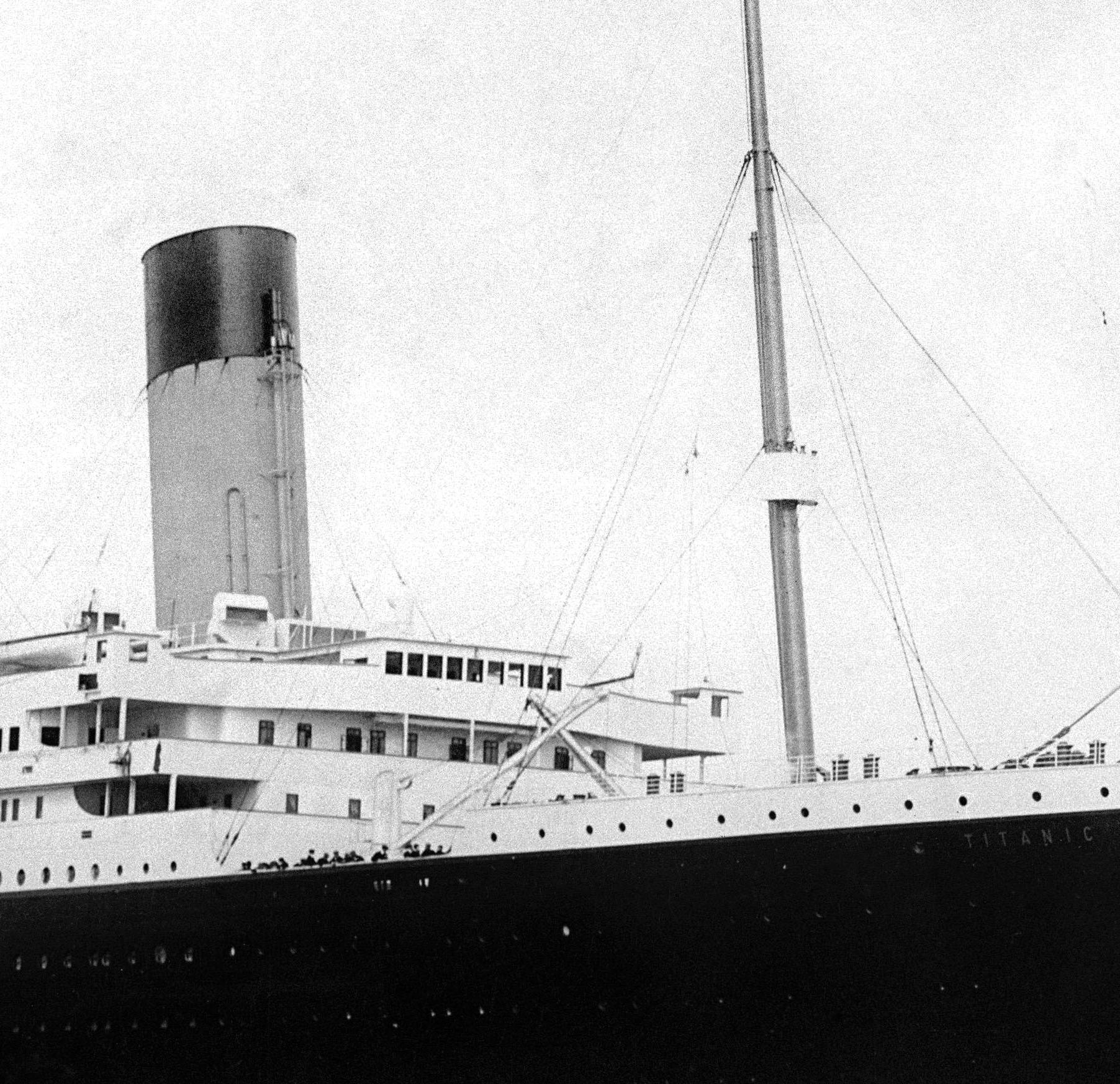
El puesto de vigías desde el que Fleet y su compañero Reginald Lee divisaron el iceberg puede verse en el mástil de proa, en esta fotografía del Titanic.

Los vigías, seis en total realizaban turnos de 6 horas debido al frío extremo que se alcanzaba en el puesto de vigilancia, situado en la cofa del mástil de proa del buque.
El 14 de abril de 1912, a las 22:00 h, Fleet y su compañero de turno, Reginald Lee relevaron a la pareja de vigías en la cofa, George Symons y Archie Jewell. La travesía se había desarrollado sin incidentes hasta entonces. Los vigías transmitieron a sus compañeros las órdenes dadas por el segundo oficial Charles Lightoller, de permanecer vigilantes ante la probable presencia de hielo. La noche era tranquila y no había luna, lo que dificultaba la detección de icebergs debido a la falta de olas en su base y la ausencia de luz que permitiera ver la reflexión en el hielo.
A las 23:38 h Fleet detectó una sombra negra al frente de la proa del RMS Titanic, dio tres campanadas de aviso y tomó el interfono de emergencias para comunicarse con el puente. La llamada fue recibida por el sexto oficial James Paul Moody, "¡Iceberg justo al frente!", quien inmediatamente lo notificó al primer oficial William McMaster Murdoch, que estaba a cargo del mando y dio órdenes al timonel para evitar la colisión. Posteriormente Fleet testificó que en ese momento, de haber tenido binoculares habría visto mucho antes el iceberg y por ende dar la alarma mucho antes.
Se atribuye generalmente a un cambio de última hora en el rango de los oficiales del viaje: el oficial David Blair fue reemplazado por Henry Wilde, sin que Blair mencionara antes de su marcha donde se encontraban los binoculares. Se afirma también que Blair accidentalmente se llevó con él las llaves del armario que albergaba los prismáticos. A pesar de las dos investigaciones oficiales que se llevaron a cabo tras la tragedia del Titanic, ninguna de ellas aclaró por qué los vigías no fueron provistos con binoculares, aunque existen algunas explicaciones, como que los vigías en los barcos de la White Star Line generalmente no los utilizaban. Además, algunos expertos han afirmado que incluso utilizando binoculares, Fleet y Lee no podrían haber divisado el iceberg a tiempo dadas las condiciones de aquella noche.
Tras la colisión, Fleet y Lee permanecieron en sus puestos durante 20 minutos más, y a las 12:00h fueron relevados por Alfred Frank Evans y George Hogg.
El capitán Edward Smith había ordenado la detención del barco y la preparación de los botes salvavidas. Fleet fue uno de los miembros de la tripulación que fue asignado para maniobrar uno de los botes salvavidas, el n.º 6, el primer bote salvavidas del lado de babor en ser descendido al agua.

## Vida personal
Después del hundimiento, Fleet, así como muchos miembros sobrevivientes de la tripulación, sintieron la vergüenza de ser supervivientes dentro de la compañía. Fleet sirvió como vigía en el RMS Olympic durante unos meses y se retiró de la White Star Line en agosto de 1912.
Prestó servicio para la Marina Real Británica durante la Primera Guerra Mundial. Posteriormente, en el período de entreguerras trabajó en la naviera Union-Castle Line, aunque regresaría a la White Star Line para servir de nuevo a bordo del Olympic entre 1920 y 1935.
En 1936 comenzó a trabajar en los astilleros de Harland & Wolff como obrero. Sirvió también en la Marina en la Segunda Guerra Mundial. Ya entrado en años y arruinado económicamente, se vio obligado a trabajar como vendedor de periódicos en Southampton.
El 28 de diciembre de 1964, la esposa de Fleet falleció y Frederick Fleet, a sus 77 años, fue expulsado de la propiedad donde vivía a la calle. Fleet entró en una gran depresión que lo llevó a suicidarse por ahorcamiento dos semanas después, el 10 de enero de 1965. La policía informó de que se trató de un suicidio por depresión.
Después del suicidio, muchos de los supervivientes y de las personas cercanas a él empezaron a comentar que había sido una gran víctima del Titanic y un chivo expiatorio al que cargaron con todas las culpas muchas veces, lo cual era una responsabilidad que lo llevó a vivir muy mal, tanto emocional como económicamente.
Muchos de los amigos y cercanos a Fleet dijeron de él que, desde el hundimiento, había sufrido un terrible cargo de conciencia y de culpa por no haber visto el iceberg antes, una cuestión discutible ya que la oficialidad a cargo debió haberle entregado unos binoculares que, en teoría, habrían permitido un avistamiento más temprano.
Fleet fue enterrado en el cementerio de indigentes en Hollybrook, en Southampton, y hasta 1993 su lápida estuvo descuidada, hasta que la Sociedad Histórica del Titanic donó fondos para levantar placas en honor a su persona.